# Jean-Paul Abalo
Jean-Paul Yaovi Dosseh Abalo (Lomé, 26 juni 1975) is een Togolees voormalig voetballer.

## Clubcarrière
Abalo begon met voetballen bij buurtclub AS Poulain d’Or in Lomé en voegde zich vervolgens bij OC Agaza, een van de grootste clubs van het land. Via Châteauroux kwam hij in 1995 bij Amiens SC terecht. Abalo speelde zes seizoenen met Amiens SC in de Ligue 2. In 2001 speelde hij mee in de finale van Coupe de France, waarin er na strafschoppen werd verloren van Strasbourg door een gemiste penalty van Abalo.
In 2006 verkaste hij, na een korte periode bij USL Dunkerque,  naar APOEL in Cyprus, waarmee hij datzelfde jaar de Cypriotische voetbalbeker won. Nadien kwam Abalo uit voor Ethnikos Piraeus (Griekenland), Al-Merreikh (Soedan) en ten slotte FC Déols (Frankrijk).

## Interlandcarrière
Abalo was de aanvoerder van het nationale voetbalteam van Togo en werd opgeroepen voor het WK van 2006. Zijn bijdrage op het toernooi werd echter overschaduwd door de rode kaart die hij ontving in de openingswedstrijd tegen Zuid-Korea. In totaal kwam hij 67 keer uit voor het Togolees voetbalelftal.

## Erelijst
APOEL
- Cypriotische voetbalbeker: 1

2005/06